# فانغن-بروتيزن
فانغن-بروتيزن (بالألمانية: Wangen-Brüttisellen) هي بلدية ضمن مقاطعة أوستر في كانتون زيورخ، سويسرا.